# Herbert Günther (Politiker)

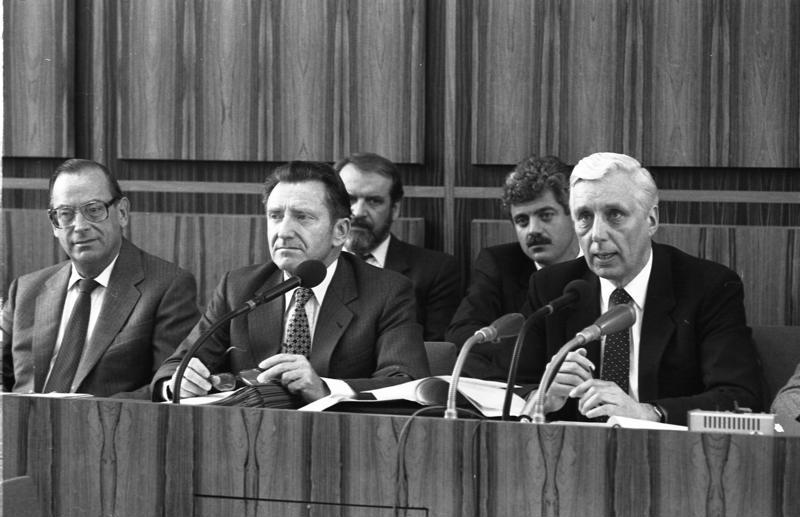
Günther (rechts) 1983 zusammen mit Friedrich Zimmermann (links) und Karl Hillermeier

Herbert Günther (* 13. März 1929 in Bergshausen; † 11. August 2013 in Wiesbaden) war ein deutscher Jurist und Politiker (SPD).

## Leben
Herbert Günther studierte nach seinem Abitur am Wilhelmsgymnasium Kassel Rechtswissenschaften an der Philipps-Universität Marburg, promovierte im Jahr 1957 zum Dr. jur. und wurde 1959 als Referent im hessischen Sozialministerium tätig. Er war ab Mai 1963 Landrat des Untertaunuskreises und wurde für seine Verdienste in diesem Amt von der damals noch selbstständigen Gemeinde Strinz-Trinitatis zum Ehrenbürger ernannt. In der Zeit vom 1. August 1972 bis 18. Dezember 1974 war er der erste Landrat des neu geschaffenen Landkreises Kassel. Dort gehörte er zu den Initiatoren der Deutschen Märchenstraße.
Vom 14. Dezember 1978 bis zum 11. Juli 1991 gehörte er als Abgeordneter dem Hessischen Landtag an (seine Nachrückerin war Almut Gwiasda) und war dort 1987 bis 1991 Vizepräsident. Günther war in den Jahren 1974 bis 1987 hessischer Justizminister in der von Ministerpräsident Holger Börner geleiteten Landesregierung. In dieser Position veranlasste er die Gründung der „Stiftung Resozialisierungsfonds für Straffällige“, einer Stiftung, die Straffälligen bei der Entschuldung helfen soll.
In den Jahren 1982 bis 1984 sowie erneut von 1991 bis 1994 war er Innenminister von Hessen. Als Hessischer Innenminister gilt er als „Vater der zweigeteilten Polizeilaufbahn“, die Hessen als erstes Bundesland 2002 einführte. Ebenfalls erreichte er die Einrichtung der Kriminologischen Zentralstelle in Wiesbaden. Aufgrund von Polizeipannen bei einem Neonazi-Aufmarsch in Fulda 1993 konnten Rücktrittsforderungen nur durch den Rücktritt von Staatssekretär Christoph Kulenkampff (SPD) abgewendet werden.
Von 1994 bis 2006 war er Präsident des Verbandes Deutscher Naturparke.
Günther wurde am 15. Juli 2004 zum Ehrenbürger der Gemeinde Fuldabrück ernannt.

## Veröffentlichungen
- Herbert Günther, Wilfried Schäfer (Bearb.): Herbert Günther. Ereignisse, Begegnungen, Episoden. Books on Demand, Norderstedt 2009, ISBN 978-3-8370-2311-4.